# دير عمان
دير عمان هو دير في قمة جبل صغير إلى الغرب من قرية السحارة غرب مدينة حلب الواقعة شمالي سوريا. يَبعد الدير عن السحارة مسافة 4 كيلومترات كما ويبعد عن قرية التوامة مسافة 3 كيلومترات، كما يَبعد عشرة كيلومترات عن معارة الأتارب، وهو دير ديني أثري أنشئ في بداية القرن الثالث الميلادي وكان عبارة عن مدرسة دينية ضمَّت جماعة من الرهبان في مكان يقع في قلب منطقة الصمت، ما بين السحارة والتوامة وقلعة سمعان، حيث كثرت الأديرة وأبراج التعبد وحيث ظهرت في هذه المنطقة أجمل مدارس المسيحية وهي مدرسة العموديين، وقد كان من أبرز هذه المدارس مار سمعان الكبير ومار يوحنا الأثاربي ومار إبراهيم التلعادوي ومار أنطوان ومار سمعان الأنطاكي. والزائر للمكان سيدرك على الفور سبب بناء هذا الدير في هذا الموقع، فالموقع يتمتع بإطلالة جميلة على ثلاثة أودية ومن قمته تستطيع أن ترى بوضوح جبل السرير وجبل بركات وقرية السحارة وقرية التوامة وقرية الأتارب والتل المطل على قنسرين. وهو في قلب منطقة الصمت كما أسلفنا حيث تنعدم الأصوات ويزدهر التفكير والتعبد.

## التسمية
تعني كلمة «دير عمان» في السريانية «دير الجماعة»، والموقع هو عبارة عن كنيسة تحيط بها غرف عديدة مستطيلة للطلاب أو المتعبدين.

## التاريخ
والموقع للأسف هو الآن مهدم تماماً ولم يقم أحد برعايته ومحاولة ترميمه وهو الآن عبارة عن مكان للنـزهات المحلية الأسرية حيث تجد الأسرة مكاناً معتدلاً طوال أيام السنة ويتمتع بهدوء جميل وبعض طلبة المدارس والجامعة من أبناء القرى المحيطة به حيث يجدون مكاناً هادئ للدراسة والمطالعة.
وصف وتفصيل الكنائس التي تحويها
درعمان
من اثارها بقايا كنيستان في الجزء الشمال الغربي من الخرائب
الكنيسة الأولى: إلى الشرق وتعود إلى القرن الخامس الميلادي
من نوع البازليك تتالف من ستة اقواس وحنية نصف دائرية مع وجود باب في الواجهة الغربية
وبابين من الجهة الجنوبية وباب يؤدي الغرفة الشهادة في الجهة الجنوبية نفسها
لم يبق من جدران الكنيسة سوى سوقات احجار بارتفاع 3 م بالإضافة لقواعد الاعمدة الجنوبية
الكنيسة الثانية فتبعد 22 م إلى الغرب واصغر منها وتسمى الكنيسة الغربية وتعود إلى القرن السادس الميلادي
ومكان المذبح فيها مستطيل الشكل

## قيل عنه
ذكر الموقع ياقوت الحموي في كتابه الشهير معجم البلدان، وقد قال الشعراء في دير عمان الكثير، ومنهم «حمدان بن عبد الرحيم التميمي الحلبي الأثاربي» الطبيب والشاعر والمؤرخ، وهو صاحب أول كتاب في تاريخ حلب المسمى «القوت»، بالإضافة إلى «أبو فراس بن أبي الفرج البزاعي» الذي مر بالدير فقال فيه ارتجالاً:
ووجدناه دثراً فشجانا
ورأينا منازلاً وطلولاً
دارسات ولم نر السكانا
وأرتنا الآثار من كان فيها
قبل تفنيهم الخطوب عيانا
فبكينا فيه، وكان علينا
لا عليه لما بكينا بكانا
لست أنسى يا دير وقفتنا في..
بك وإن أورثتني النسيانا
أما ما قال حمدان في الدير فنقتطف منه هذين البيتين:
دير عمـان وديـر سـابان
هجن غرامي وزدن أشـجاني
إذا تذكرت منهما زمنـاً